# 975
975 (CMLXXV) var ett normalår som började en fredag i den julianska kalendern.

## Händelser

### Juli
- 8 juli – Vid Edgar den fredliges död efterträds han som kung av England av sin son Edvard, som dock själv blir dödad knappt tre år senare.

### Okänt datum
- Erik Segersälls bror Olof dör och Erik blir ensam svensk kung och råkar i konflikt med Olofs son Styrbjörn Starke.
- Harald Blåtand kristnar Danmark.

## Födda
- Thietmar av Merseburg, tysk historiker
- Stefan I av Ungern, ungersk kung
- Guo (Zhenzong), kinesisk kejsarinna.

## Avlidna
- 8 juli – Edgar den fredlige, kung av England sedan 959